# نصرت جهان
نصرت جهان (انگلیسی: Nusrat Jahan Jain) یک مدل اهل هند است. وی از سال ۲۰۱۱ میلادی تاکنون مشغول فعالیت بوده است.
او در فیلم من برای تو چه کسی هستم.. ! بازی کرده است.